# ناوكي هيراوكا
ناوكي هيراوكا (باليابانية: 平岡 直起) (24 مايو 1973 في ساكاي في اليابان – )؛ هو لاعب كرة قدم ياباني سابق كان يلعب كلاعب وسط.

## روابط خارجية
- ناوكي هيراوكا على موقع رابطة كرة القدم اليابانية للمحترفين (اليابانية)
- ناوكي هيراوكا على موقع عالم كرة القدم.نت (الإنجليزية)